# うつへの復讐 〜絶望からの復活〜
ドキュメンタリー・ドラマ うつへの復讐 〜絶望からの復活〜（ドキュメンタリー ドラマ うつへのふくしゅう ぜつぼうからのふっかつ）は、2007年6月26日（火）の21:00-22:48（JST）に、日本テレビ系列で放送されたテレビドラマかつ実録のドキュメンタリーの特別番組である。ハイビジョン制作で字幕放送、副音声解説が実施された。視聴率16.5%。

## 概要
1998年夏に、俳優の高島忠夫がうつ病を発症した。一度は仕事復帰したものの再発。6年にも及ぶ闘病生活をドラマ化し、なおかつ実録のドキュメンタリーでもある。また、ドラマ化に先駆けて、2007年6月21日に、同局系列で放送されているワイドショー番組『THEワイド』でも取り上げられた。

## 出演者
- 高島忠夫：松方弘樹
- 寿美花代：高橋恵子
- 高嶋政宏：別所哲也
- 高嶋政伸：袴田吉彦
- 清水先生：田中健
- 若い女医：生田智子
- 医師：大和田獏
- 年配の女医：藤田弓子
- 心療内科部長：寺田農
- リハビリの先生：遠藤憲一
- 売店のおばちゃん：石井トミコ
- 焼き鳥屋主人：六平直政
- 金券ショップ店員：布川敏和
- 村松えり
- 古川康
- 輿石有亮
- 井川比佐志
- 伊佐早修
- 井上浩
- 石田太郎
- 蛯沢康仁
- 中原茂

随所随所で、高島一家（高島ファミリー）もコメントVTRで出演。
- 高島忠夫
- 寿美花代
- 髙嶋政宏
- 高嶋政伸

## 挿入歌
- 矢野真紀「窓」（アルバム『BIRTH』収録、キングレコード）

## スタッフ
- 原作：高島忠夫『うつへの復讐』（光文社刊）
- プロデュース：近澤駿（リュウ・エンタープライズ）、大野哲哉（日テレ）、生田篤（東映）
- 脚本：阿部美佳
- 演出：近澤駿
- 資料協力：とちぎテレビ、女性自身
- ロケ協力：JR西日本
- 技術協力：だだだ、キャトル、麻布プラザ
- 協力：東宝芸能
- スタジオ：東映東京撮影所
- 製作協力：リュウ・エンタープライズ
- チーフプロデューサー：黒岩直樹
- 製作著作：日本テレビ